# Кріс Геффрой
Кріс Геффрой (Chris Gueffroy, 21 червня 1968 — 6 лютого 1989) став передостанньою людиною, яка загинула під час спроби втекти зі Східного Берліна до Західного Берліна через Берлінський мур, і останнім, хто був при такій спробі застрелений.
Геффроя часто помилково називають останньою людиною, яка загинула під час спроби перетнути мур, але насправді він був лише останнім, хто загинув від куль східнонімецьких прикордонників. Останньою ж жертвою муру став Вінфрід Фройденберг, який загинув 8 березня 1989 року, впавши з імпровізованої повітряної кулі вже на території Західного Берліну.

## Біографія
Кріс Геффрой народився 21 червня 1968 року в Пазевальку, округ Нойбранденбург (в наші дні Мекленбург — Передня Померанія) 21 червня 1968 у родині Алоїза і Карін Геффроїв.
У 1970 році, після розлучення батьків він з матір'ю та старшим братом Стефаном переїхав до Шведта, а через три роки — до Берліна. У третьому класі Кріса віддали до дитячо-юнацької спортивної школи спортклубу «Динамо» (Берлін) через його здібності до гімнастики. Після закінчення школи він відмовився від кар'єри офіцера в Національній народній армії, і, як наслідок, йому було відмовлено в праві навчатися в університеті, що поклало край його мрії стати актором чи пілотом. У вересні 1985 року він пройшов практику в ресторані аеропорту Берлін-Шенефельд, після чого працював у різних ресторанах
Як офіціант, він мав дохід вищий за середній та високий ступінь свободи, але його обурювала корупція, поширена в ресторанному бізнесі. Його друг Крістіан Гаудіан, з яким він познайомився в гастрономічній школі, поділяв його почуття. У двадцять років Геффрою ставало дедалі нестерпніше думати про те, що він ніколи не матиме свободи самостійно вирішувати, де він хоче жити. В середині січня 1989 року, дізнавшись, що наступного травня його мають призвати до Національної народної армії, він разом із Гаудіаном вирішив тікати до Західної Німеччини.

## Загибель
Геффрой та Гаудіан наважилися на спробу втечі, помилково вважаючи, що для прикордонників було скасовано Schießbefehl, наказ стріляти в будь-кого, хто намагається перетнути мур (у 1988 році, в умовах потепління клімату між двома німецькими державами, Еріх Гонекер публічно запевнив, що прикордонники не мають наказу стріляти, а автоматичні гармати вздовж стіни демонтовані), і що у Східному Берліні перебуває з державним візитом прем'єр-міністр Швеції Інгвар Карлссон (насправді на момент їхньої спроби втечі він уже поїхав). Вони запланували втекти на ніч з 5 на 6 лютого 1989 року через канал Бріц, який утворює межу між Баумшуленвезі (Східний Берлін) та Нойкельном (Західний Берлін). Місце втечі знаходилося приблизно за два кілометри від останньої адреси Геффроя на Südostallee 218, Йоганністаль, округ Трептов, Східний Берлін.
Коли втікачі вже перелазили через останню металеву гратчасту огорожу, їх помітили та обстріляли східнонімецькі прикордонники. Геффрой отримав два поранення в область грудної клітини. Одна з куль влучила у серце, і він помер на прикордонній смузі. Гаудіана, який отримав важке, але не смертельне поранення, заарештували.

## Наслідки
Увечері 7 лютого співробітники держбезпеки НДР доставили матір Геффроя до штаб-квартири поліції Східного Берліна на Кейбельштрассе «для з'ясування деякої справи». Лише після кількох годин допиту їй повідомили, що її син отримав серйозні поранення внаслідок «нападу на військову зону безпеки НДР» і помер, «попри негайну медичну допомогу»
Брату загиблого, Стефану Геффрою, вдалося опублікувати некролог у «Berliner Zeitung» 21 лютого 1989 року, в якому причиною смерті Кріса було названо «трагічний нещасний випадок» Церемонія прощання і поховання урни відбулися 23 лютого на цвинтарі Баумшуленвег. Під пильним наглядом держбезпеки його в останню путь Геффроя супроводжували понад сто людей, зокрема й деякі західні журналісти. Могила зараз знаходиться у 9-й секції кладовища.
Як компенсацію за втрату сина, уряд Східної Німеччини дозволив Карін Геффрой переїхати до Західного Берліна та щотижня відвідувати могилу Кріса у Східному Берліні, за умови, що вона не обговорюватиме цей інцидент із західними ЗМІ.
Крістіана Гаудіана 24 травня 1989 року окружний суд округу Панков засудив до трьох років позбавлення волі за спробу незаконного перетину кордону першого ступеня. У вересні 1989 року уряд Східної Німеччини звільнив Гаудіана під заставу, а 17 жовтня 1989 року його викупила ФРН.

## Юридичні наслідки після возз'єднання Німеччини
Чотири прикордонники, причетні до вбивства Геффроя, спочатку отримали нагороду «Відзнака Прикордонних військ за досягнення») від начальника прикордонної охорони Еріха Вельнера та премію у розмірі 150 східнонімецьких марок кожен. Однак після возз'єднання Східної та Західної Німеччини Берлінський регіональний суд притяг їх до відповідальності, що стало одним з перших судів за розстріли біля Берлінського муру.
Двоє колишніх прикордонників, Майк Шмідт та Петер Шметт, були виправдані та звільнені у січні 1992 року, оскільки головуючий суддя Теодор Зідель постановив, що вони «не вбивали і не мали наміру вбивати». Третій колишній прикордонник, Андреас Кюнпаст, отримав умовний термін ув'язнення на два роки. Четвертий колишній прикордонник, Інго Гайнріх, що здійснив смертельний постріл у серце, спочатку був засуджений до трьох з половиною років позбавлення волі за вбивство без обтяжуючих обставин (у німецькому законодавстві подібний злочин називається Totschlag, але після апеляції до Верховного суду у 1994 році покарання було зменшено до умовного терміну ув'язнення на два роки.
У 2000 році двох функціонерів СЄПН, Зігфрид Лоренц та Ганс-Йоахім Беме, судили за смерть Геффрой та двох інших молодих чоловіків, але виправдали, оскільки суддя не зміг знайти доказів того, що вони могли б скасувати наказ стріляти на ураження. Але після повторного розгляду цієї справи 7 серпня 2004 року обох визнали винними та призначили умовні терміни ув'язнення на 15 місяців кожному. Суддя пояснив, що настільки короткі терміни зумовлені кількістю часу, що минула після цих подій. Це була остання справа, що стосувалася смертей на німецько-німецькому кордоні.

## Пам'ять
21 червня 2003 року, коли Геффрою могло б виповнитися 35 років, на березі каналу Бріц йому було встановлено меморіальну стелу роботи берлінського скульптора Карла Бідерманна.
Геффрою присвячено один із хрестів на меморіальному майданчику Білі Хрести поруч із будівлею Рейхстагу.
13 серпня 2010 року Алею Брітцер між Трептовом і Нойкельном було перейменовано на Алею Кріса Геффроя нім. Chris-Gueffroy-Allee.
У 2011 році вийшов документальний фільм «Коротке життя Кріса Геффроя»(нім. Das kurze Leben des Chris Gueffroy) кінорежисера Клауса Зальге.